# Anton Dolenc (inženjer)
Dr.h.c. Anton Dolenc (Celovec, 15. siječnja 1905. – Zagreb, 3. srpnja 1984.), hrvatski elektrotehnički stručnjak, inženjer elektrostrojarstva i izumitelj slovenskoga podrijetla.

## Životopisi
Rođen u Celovcu. U Ljubljani maturirao na humanističkoj gimnaziji u Ljubljani 1923. godine. Četiri godine poslije diplomirao na Tehničkom fakultetu u Ljubljani. Od 1932. zaposlio se kao inženjer u tvrtki "Siemens" d. d. Zagreb. Iste 1932. upraviteljem u istom poduzeću. Dužnost obnaša sve do konca Drugoga svjetskog rata. Honorarni nastavnik na Elektrotehničkom odjelu Tehničkog fakulteta Sveučilišta u Zagrebu od 1939., odlukom Odjela za prosvjetu Banske vlasti Banovine Hrvatske.
Na Tehničkom fakultetu u Zagrebu redoviti profesor od 1946. godine. Prvi dekan tek osnovanoga Elektrotehničkoga fakulteta (1956.). Radio u Ljubljani na Elektrotehničkom fakultetu u Ljubljani (1971. – 74.). Do 1984. direktor i savjetnik u Končaru, prijeratnom Siemensu. Suradnik prof. Tome Bosanca, "čovjeka koji je projektirao najveći generator na svijetu", "oca elektronike" u "Končaru" prof. Zlatka Plenkovića, prof. Zvonimira Sirotića, prof. Vojislava Bege i dr.
Konstruirao generator za elektranu Mariborski otok. Dolenčev generator je bio predložak prema kojemu su poslije izgrađeni još veći, na svijetu poznati generatori. Za izgradnju te centrale odlikovala ga je Vlada FNRJ. Za željezaru Jesenice izgradio motor, najveći u Europi za što je odlikovan. Pokretač hrvatske elektroindustrije i organizator proizvodnje električnih strojeva. U cijeloj bivšoj Jugoslaviji sudjelovao u elektrifikaciji željezara i inih metalurških kombinata. Vodeći stručnjak u cijeloj bivšoj Jugoslaviji na području električnih strojeva, električnih centrala i elektrifikacije željezničkih pruga. Sudjelovao u gradnji velikih električnih generatora i električnih postrojenja. Uspješno povezao znanost i gospodarstvo. Timski je uspješno njegovom zaslugom riješeno pedesetak iz područja elektrostrojarstva i elektroenergetike. Zavod je uspostavio suradnju s Rudarsko-metalurškim kombinatom Zenica, s Metalurškim kombinatom Smederevo, Istarskim ugljenokopima Raša, Slovenskim železarnama itd.
Dolenc je izumio trofazni sinkroni generator s kompaundiranom uzbudom(samouzbudni generator) te posebnu konstrukciju asinkronog motora s četverokutnim statorskim limom. Uveo lakiranu žicu umjesto žice izolirane pamukom u tehnologiju izrade asinkronih motora.
Napisao je udžbenike o transformatorima, asinkronim strojevima, sinkronim strojevima, kolektorskim strojevima i dr.

## Nagrade
Dobio brojne nagrade, između kojih se može izdvojiti:
- Znanstvena nagrada Republike Hrvatske za životno djelo 1967.
- Počasni doktor Sveučilišta u Zagrebu 1970., naslov doctor honoris causa
- Zaslužni profesor Sveučilišta u Ljubljani.
- Nagrada vlade FNRJ 1949.
- Orden rada II. reda

## Publikacije
- Drago Ban: 90 godina Zavoda za elektrostrojarstvo i automatizaciju, 1925. – 2015., Sveučilište u Zagrebu, FER, 2015., ISBN 978-953-184-211-2[1]